# Monts Aurunces
Les monts Aurunces (Monti Aurunci) sont un massif montagneux de l'Italie centrale appartenant à l'Anti-Apennin latin contenu exclusivement dans le Latium.
Ils sont délimités au nord par une ligne Fondi-Lenola-Pico-Ceprano qui les sépare des monts Ausons, à l'est par la vallée du Liri, au sud par le fleuve Garigliano et à l'ouest par la mer Tyrrhénienne au niveau du mont Lauzo.
La zone des monts Aurunces est partiellement protégée grâce à l'instauration du parc naturel régional des monts Aurunces créé en 1997.

## Toponymie
Les montagnes doivent leur nom à l'ancienne tribu des Aurunces, branche de celle des Ausons. Les deux tribus étaient issues du peuple italique appelé par les Romains Volsques : les monts Lépins, les monts Ausons et les monts Aurunces sont aussi appelés les monts Volsques ou la chaîne Volscienne.

## Principaux sommets
- Mont Petrella : 1 533 m
- Mont Redentore : 1 252 m
- Mont Sant'Angelo : 1 402 m